# 1964-es Formula–1 olasz nagydíj
Az 1964-es Formula–1-es világbajnokság nyolcadik futama az olasz nagydíj volt.

## Futam
Az olasz nagydíjon Surtees szerezte meg az első rajtkockát, mellette Gurney és Graham Hill indult.
Hill ismét lemaradt a rajtnál, ezúttal kuplunghiba miatt. McLaren állt az élre, de hamar visszaesett harmadiknak Gurney és Surtees mögé. Ők ketten harcoltak a verseny nagy részében az első helyért, amíg Gurney vissza nem esett a futam végén motorhiba miatt. Clark McLarennel küzdött a harmadik helyért, de a 27. körben kiesett motorhiba miatt. Surtees több mint egy perc előnnyel győzött McLaren előtt. Bandini nem sokkal Ginther előtt haladt át a  célvonalon, harmadik lett.
Surtees győzelmével világbajnoki esélyessé lépett elő: négy ponttal volt lemaradva Hill, kettővel Clark mögött.
| Helyezés | #  | Versenyző              | Csapat/Motor           | Futott körök | Idő/Kiesés oka  | Rajthely | Pontszám |
| -------- | -- | ---------------------- | ---------------------- | ------------ | --------------- | -------- | -------- |
| 1        | 2  | John Surtees           | Ferrari                | 78           | 2:10:51.8       | 1        | 9        |
| 2        | 26 | Bruce McLaren          | Cooper-Climax          | 78           | + 1:06.0        | 5        | 6        |
| 3        | 4  | Lorenzo Bandini        | Ferrari                | 77           | + 1 Kör         | 7        | 4        |
| 4        | 20 | Richie Ginther         | BRM                    | 77           | + 1 Kör         | 9        | 3        |
| 5        | 46 | Innes Ireland          | BRP-BRM                | 77           | + 1 Kör         | 13       | 2        |
| 6        | 10 | Mike Spence            | Lotus-Climax           | 77           | + 1 Kör         | 8        | 1        |
| 7        | 12 | Jo Siffert             | Brabham-BRM            | 77           | + 1 Kör         | 6        |          |
| 8        | 30 | Giancarlo Baghetti     | BRM                    | 77           | + 1 Kör         | 15       |          |
| 9        | 6  | Ludovico Scarfiotti    | Ferrari                | 77           | + 1 Kör         | 16       |          |
| 10       | 16 | Dan Gurney             | Brabham-Climax         | 75           | + 3 Kör         | 2        |          |
| 11       | 22 | Bob Anderson           | Brabham-Climax         | 75           | + 3 Kör         | 14       |          |
| 12       | 34 | Jo Bonnier             | Brabham-Climax         | 74           | + 4 Kör         | 12       |          |
| 13       | 38 | Peter Revson           | Lotus-BRM              | 72           | + 6 Kör         | 18       |          |
| 14       | 14 | Jack Brabham           | Brabham-Climax         | 59           | Motorhiba       | 11       |          |
| 15       | 8  | Jim Clark              | Lotus-Climax           | 28           | Motorhiba       | 4        |          |
| Kiesett  | 50 | Mário de Araújo Cabral | Derrington-Francis-ATS | 25           | Gyújtás         | 19       |          |
| Kiesett  | 48 | Maurice Trintignant    | BRM                    | 22           | Befecskendező   | 21       |          |
| Kiesett  | 28 | Ronnie Bucknum         | Honda                  | 13           | Fékek           | 10       |          |
| Kiesett  | 40 | Mike Hailwood          | Lotus-BRM              | 5            | Motorhiba       | 17       |          |
| Kiesett  | 18 | Graham Hill            | BRM                    | 0            | Kuplung         | 3        |          |
| NK       | 44 | Trevor Taylor          | BRP-BRM                |              | Nem kvalifikált |          |          |
| NK       | 36 | Geki                   | Brabham-BRM            |              | Nem kvalifikált |          |          |
| NK       | 24 | John Love              | Cooper-Climax          |              | Nem kvalifikált |          |          |
| NK       | 56 | Ian Raby               | Brabham-BRM            |              | Nem kvalifikált |          |          |

### Statisztikák
Vezető helyen:
- Dan Gurney: 22 (1 / 6-7 / 10 / 12-14 / 16 / 22 / 25-26 / 29 / 32 / 37-38 / 45 / 50-52 / 55)
- John Surtees: 56 (2-5 / 8-9 / 11 / 15 / 17-21 / 23-24 / 27-28 / 30-31 / 33-36 / 46 / 49 / 53-54 / 56-78)

John Surtees 3. győzelme, 5. pole-pozíciója, 6. leggyorsabb köre, 2. mesterhármasa (pp, lk, gy) 
- Ferrari 39. győzelme.

Maurice Trintignant utolsó versenye (az 1950-es monacói versenyen indult először, 84 futamon vett részt R, 1954-ben és 1955-ben 4., 1959-ben 5. lett a világbajnokságban).